# Yvon Durelle
Yvon Durelle (Baie-Sainte-Anne, 14 oktober 1929 – Moncton, 6 januari 2007) was een Canadees bokser.

## Levensloop
Durelle werd geboren in New Brunswick, Canada, in een vissersdorp aan de Atlantische kust. Zijn ouders hadden veertien kinderen. Net zoals vele anderen van zijn generatie stopte hij al vroeg zijn schoolcarrière om te werken op een vissersboot. In zijn vrije tijd vond hij het leuk om te boksen en terwijl hij nog werkte bij de visserij begon hij in de weekenden voor prijzen te boksen.
Zijn professionele bokscarrière begon hij in 1948. Hij bereikte een reputatie als lastige tegenstander door zijn overwinningen en uiteindelijk werd hij een van de beste vechters van Canada.

## Overlijden
Op 25 december 2006 kreeg hij een beroerte. Aan deze beroerte overleed hij uiteindelijk op 6 januari van het jaar daarop. De begrafenis was op 11 januari in de Sainte-Anne Rooms Katholieke Kerk in zijn geboortedorp.